# Korttået træløber
Den korttåede træløber (latin: Certhia brachydactyla) er en træløber i ordenen af spurvefugle. Den når en længde på 12,5 cm. Den lever i det meste af de varmere tempererede dele af Europa og ind i Nordafrika.
Den ligner meget træløberen.
| Fugl | Spire Denne artikel om fugle er en spire som bør udbygges. Du er velkommen til at hjælpe Wikipedia ved at udvide den. |

- Wikimedia Commons har flere filer relateret til Korttået træløber